# Ludwika Wawrzyńska
Ludwika Wawrzyńska [ludˈvʲika vavˈʐɨɲska] (* 22. April  1908; † 18. Februar 1955) war eine polnische Grundschullehrerin.

## Biografie

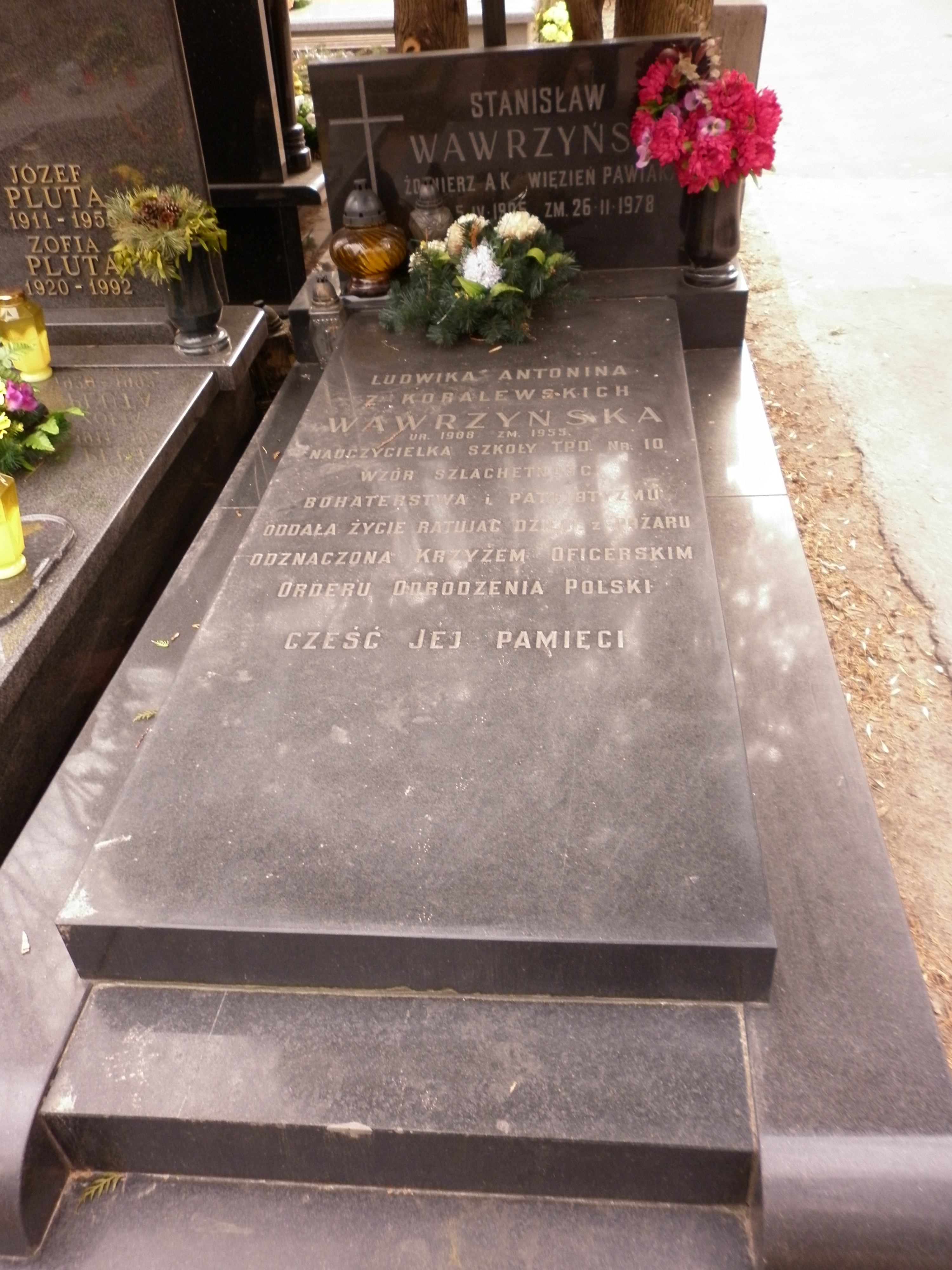
Grab von Ludwika Wawrzyńska (2012)

Ludwika Wawrzyńska war Lehrerin an einer Grundschule in Warschau.
Am 8. Februar 1955 rettete sie vier Kinder aus einem brennenden Haus.
Zehn Tage später starb Wawrzyńska an den Folgen der schweren Brandverletzungen, die sie bei der Rettungsaktion erlitten hatte.

## Auszeichnungen und Ehrungen
- In Polen wurden mehrere Schulen nach ihr benannt.
- Wawrzyńska erhielt den Orden „Polonia Restituta“